# Basmat Tabun
Basmat Tabun (arab. بسمة طبعون, Basmat Ṭabʿūn; hebr. בסמת טבעון) – samorząd lokalny położony w Dystrykcie Północnym, w Izraelu.
Niewielka miejscowość zamieszkana przez Beduinów, której największą zaletą jest położenie wśród porośniętych dębowym lasem wzgórz Dolnej Galilei. Stanowi to o walorach turystycznych Basmat Tabun.

## Położenie
Miasteczko Basmat Tabun jest położone na wzgórzach, które zamykają od północnego zachodu intensywnie użytkowaną rolniczo Dolinę Jezreel w Dolnej Galilei, na północy Izraela. W jego otoczeniu znajdują się miasteczka Kirjat Tiwon, Ka’abije-Tabbasz-Hajajre i Ramat Jiszaj, kibuce Harduf i Allonim, moszawy Bet Lechem ha-Gelilit i Allone Abba, wioska komunalna Nofit, oraz wioski arabskie Hilf i Sawaid Chamrija.
Basmat Tabun jest położone w Poddystrykcie Jezreel, w Dystrykcie Północnym Izraela.

## Środowisko naturalne
Miejscowość leży na wysokości od 180 do 210 m n.p.m. na wzgórzach, które zamykają od północnego zachodu intensywnie użytkowaną rolniczo Dolinę Jezreel w Dolnej Galilei. Na zachodzie rozciąga się grzbiet górski Reches Keszet (226 m n.p.m.). Po stronie wschodniej rozciąga się duży kompleks leśny Allone Abba. Okoliczny teren opada w kierunku północnym do wadi strumienia Cippori, i na południowy wschód do Doliny Jezreel.

## Historia
Osada powstała w drugiej połowie XX wieku, jednak przez bardzo długi czas istniała jedynie jako nieformalna arabska wioska. Zamieszkiwali tu członkowie pół-koczowniczego plemienia beduińskiego. Bardziej na północy istniały beduińskie osady Hilf i Sawa’id, a po stronie zachodniej Az-Zubajdat. W 1962 roku władze izraelskie przyjęły plan przymusowego osadnictwa Beduinów i jako pierwsze miejsce osadnictwa wskazano Basmat Tabun. Oznaczało to oficjalne uznanie wioski. Basmat Tabun nie posiadała jednak własnych gruntów rolnych, dlatego jej mieszkańcy zatrudniali się w okolicznych zakładach produkcyjnych lub angażowali się we własną działalność gospodarczą. Aby wesprzeć proces osiedlania Beduinów, w 1965 roku Basmat Tabun przyznano prawa samorządu lokalnego, a rok później otworzono szkołę podstawową. W ciągu roku czasu przygotowano plan budowy podstawowej infrastruktury (elektryfikacja, wodociągi i drogi dojazdowe), a mieszkańcom umożliwiono zakup gruntów i budowę nowych domów. Jednocześnie wybudowano budynki użyteczności publicznej. W ten sposób powstała infrastruktura objęła trzy osiedla mieszkaniowe. Pod koniec XX wieku istniały plany utworzenia strefy przemysłowej dla Basmat Tabun, nie zostały one jednak zrealizowane. W 2000 roku plany odrzucono na rzecz rozwoju sąsiedniej żydowskiej miejscowości Kirjat Tiwon. Obie miejscowości posiadają jednak wspólny plan rozwoju gospodarczego i wspólnie koordynują rozwój budownictwa.
Rozwój okolicznych osad beduińskich przebiegał bardzo różnorodnie. W 1966 roku władze izraelskie utworzyły z dwóch odrębnych wiosek jedną miejscowość Sawaid Chamrija, której rozwój wsparto poprzez rozbudowę infrastruktury. Osada Hilf nadal pozostaje nieformalnym skupiskiem osobno położonych wśród wzgórz domów. Dalsze losy osady Az-Zubajdat usiłowano rozwiązać poprzez połączenie administracyjne z Basmat Tabun. Władze jednak odmówiły wydania na to zgody, a w maju 2006 roku nastąpiła administracyjna rozbiórka połowy budynków Az-Zubajdat (uznano je jako samowole budowlane). Pozostałym domom grozi podobny los w przyszłości. W maju 2011 roku rząd Izraela zatwierdził czteroletni plan rozwoju społeczności beduińskich na północy. Wartość wszystkich projektów wyniosła 350 mln ILS. Plan objął także Basmat Tabun.

## Demografia
Zgodnie z danymi Izraelskiego Centrum Danych Statystycznych w 2011 roku w miejscowości żyło ponad 7 tys. mieszkańców, w 100% Beduini. Wskaźnik wzrostu populacji wyniósł w 2011 roku 1,4%. W roku tym urodziły się 163 dzieci, a zmarło 138 osób (odnotowano 1 zgon niemowląt). Według danych za 2011 rok liczba pracowników wynosiła 2254, a liczba osób pracujących na własny rachunek wynosiła 153. Średnie miesięczne wynagrodzenie w 2010 roku wynosiło 4773 ILS (średnia krajowa 7522 ILS). Zasiłki dla bezrobotnych pobierało 38 osób, w tym 28 mężczyzn (średni wiek: 39 lat). Świadczenia emerytalne oraz renty pobierało 307 osób, a zapomogi społeczne 515 osób (w tym 43 zasiłki pielęgnacyjne, 187 inwalidzkie, osób niepełnosprawnych w innym znaczeniu 22, oraz 30 pracujących inwalidów).
| Wiek (w latach) | Procent populacji w % |
| --------------- | --------------------- |
| 0 – 4           | 10,7                  |
| 5 – 9           | 11,9                  |
| 10 – 14         | 11,7                  |
| 15 – 19         | 9,8                   |
| 20 – 29         | 16,2                  |
| 30 – 44         | 20,9                  |
| 45 – 59         | 12,5                  |
| 60 – 64         | 1,6                   |
| 65 –            | 4,5                   |

Źródło danych: Central Bureau of Statistics.

## Symbole

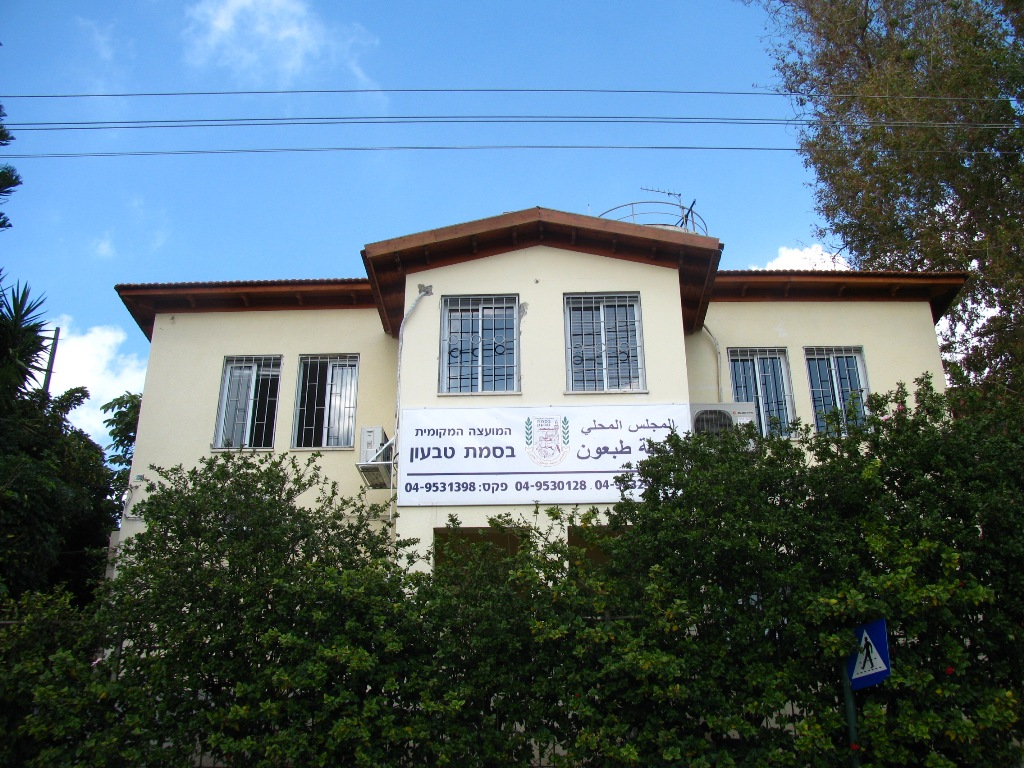
Siedziba lokalnych władz samorządowych w Basmat Tabun

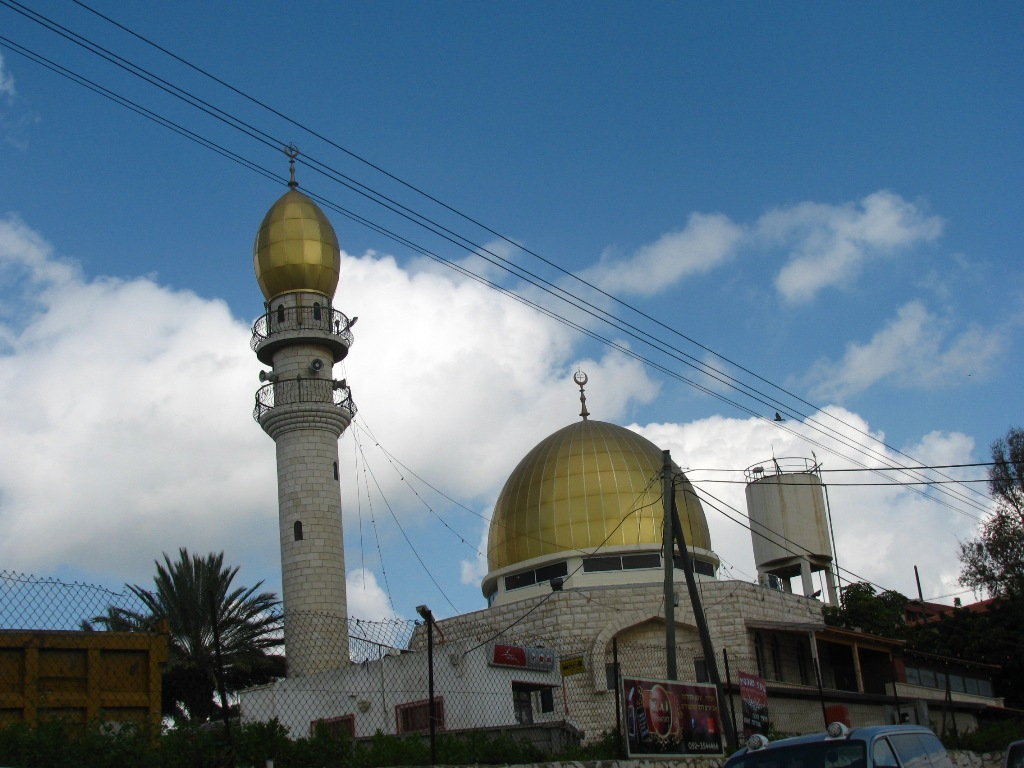
Meczet w Basmat Tabun

Herb Basmat Tabun został oficjalnie przyjęty w 1990 roku. Przedstawia on kilka symboli charakterystycznych dla kultury Beduinów. Na pierwszym planie umieszczono jeźdźca na koniu, co nawiązuje do beduińskich tradycji pasterskich. W tle widnieje meczet i minaret, co obrazuje muzułmańską wiarę mieszkańców. Po obu bokach herbu widnieją gałązki oliwne, co nawiązuje do rosnących w tej okolicy drzew oliwnych. Dodatkowo, na herbie widnieje nazwa miejscowości napisana w języku arabskim (بسمة طبعون) i hebrajskim (בסמת טבעון).

## Polityka
Siedziba rady samorządowej znajduje się w budynku przy ulicy Icchaka Rabina. Przewodniczącym rady jest Muhammad Zubajdat.

## Gospodarka i infrastruktura
Lokalna gospodarka opiera się głównie na handlu i rzemiośle. Część mieszkańców dojeżdża do pracy w pobliskich strefach przemysłowych. Miejscowość nie posiada własnego szpitala, jest tu tylko przychodnia zdrowia. Najbliższymi są: Centrum Medyczne Doliny w Afuli oraz szpitale w Hajfie lub Nazarecie.

## Transport
Miejscowość jest położona na zupełnym uboczu, w oddaleniu od głównych arterii komunikacyjnych Dolnej Galilei. Z miejscowości wyjeżdża się lokalną drogą na południowy zachód. Dojeżdża się nią do ronda, z którego jadąc na północny zachód dojeżdża się do sąsiedniej miejscowości Kirjat Tiwon. Natomiast jadąc na południowy wschód dojeżdża się do drogi nr 7513 pomiędzy moszawem Allone Abba a kibucem Allonim. Drogą tą dociera się do położonego na południu skrzyżowania z droga nr 75. Głównym środkiem transportu publicznego są lokalne autobusy linii Kawim. Przez cały dzień autobusy regularnie odjeżdżają do Hajfy i sąsiedniej miejscowości Kirjat Tiwon, skąd jest więcej połączeń autobusowych.
W 2011 roku w miejscowości było zarejestrowanych 1936 pojazdów silnikowych, w tym 1462 samochodów osobowych (średnia wieku samochodów prywatnych wynosiła 11 lat).
W odległości 14 km na północnym zachodzie znajduje się port lotniczy Hajfa obsługujący połączenia międzynarodowe.

## Architektura
Miejscowość składa się z trzech osiedli mieszkaniowych (Masa’ich Sa’ida – 1985, Hilf – 1992, Az-Zubajdat – 1995), które nie posiadają zintegrowanej infrastruktury, która umożliwiałaby korzystanie z budynków publicznych i usług komunalnych. Zabudowa powstała chaotycznie i składa się z niewielkich jednorodzinnych domów. Basmat Tabun ma wspólny plan rozwoju z sąsiednią żydowską miejscowością Kirjat Tiwon. Umożliwia to koordynowanie budowy nowych domów mieszkalnych.

## Edukacja i kultura
Zgodnie z danymi Izraelskiego Centrum Danych Statystycznych w Basmat Tabun mieszczą się 4 przedszkola oraz 3 szkoły podstawowe. W 2011 roku w 59 klasach szkolnych uczyło się ponad 1,5 tys. uczniów, w tym ponad 900 w szkołach podstawowych. Średnia liczba uczniów w klasie wynosiła 26. Dodatkowo w miejscowości realizowane są kursy przysposobienia zawodowego dla dziewcząt (pracownika socjalnego, kosmetyczki) i dla chłopców (naprawy sprzętu komputerowego i elektryka). W miejscowości jest ośrodek kultury oraz niewielki amfiteatr, w którym czasami organizowane są koncerty muzyczne.

## Sport i rekreacja
Miejscowość posiada własne boisko do piłki nożnej oraz salę sportową. Jest tutaj młodzieżowa drużyna piłki nożnej. Okoliczne wzgórza są porośnięte lasami i stanowią atrakcyjne tereny do pieszych wędrówek. Kompleks leśny Allone Abba składa się głównie z dębowego drzewostanu. Można tu natrafić na kwitnące wiosną duże ilości zawilców.

## Turystyka
W 1994 roku na sąsiednich wzgórzach położonych na południe od miejscowości, utworzono Rezerwat przyrody Allone Abba. Chroni on unikatowy zespół leśny dębów, a także pistacji, szarańczyn strąkowych i judaszowców.